# Voor een verloren soldaat

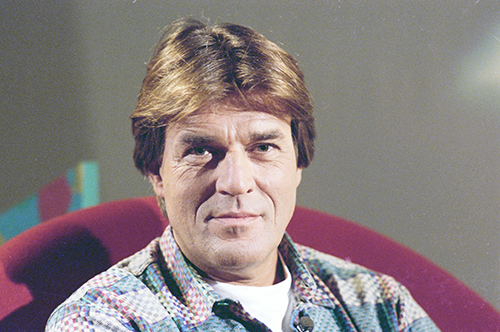
Fotografia de l'actor Jeroen Krabbé, protagonista de la pel·lícula.

Voor een verloren soldaat (Per un soldat perdut) és un film neerlandès del 1992, basat en la novel·la homònima autobiogràfica del ballarí i coreògraf de ballet Rudi van Dantzig. A Nova Zelanda està prohibida per a menors de 18 anys.

## Argument[calcitació]
El film tracta sobre la relació amorosa i sexual entre un nen de 12 anys (Dantzig) i un soldat canadenc durant els mesos previs a l'alliberament dels Països Baixos de l'ocupació nazi durant la Segona Guerra Mundial.
En Jeroen (Jeroen Krabbé) rememora el moment del 1944 quan ell (Maarten Smit) i altres nois són enviats pels seus pares de la ciutat, que pateix d'escassesa d'aliments, al camp, perquè puguin escapar de la guerra. Allà, en Jeroen es queda a viure amb una família de pescadors d'anguiles; però, malgrat l'abundància de menjar, sent una forta nostàlgia.
Les coses canvien quan la vila és alliberada per les tropes canadenques. És llavors que coneix en Walt Cook (Andrew Kelley), un soldat canadenc d'uns vint anys, que es converteix en el seu amic. En Jeroen es delecta contemplant el soldat a les dutxes i la relació entre ells arriba finalment al sexe. Els seus pares adoptius són conscients de la proximitat entre en Jeroen i el soldat, però en la pel·lícula no queda clar si coneixen la naturalesa sexual de la relació.
Uns dies després, les tropes d'en Walt reben l'ordre de replegar-se i aquest se'n va sense acomiadar-se d'en Jeroen, que es queda amb el cor trencat, ja que només li queda una foto per poder recordar el soldat. Un cop s'acaba la guerra torna de nou a Amsterdam amb la seva família i decideix que algun dia anirà als Estats Units.
La pel·lícula s'acaba amb en Jeroen ja adult, que recorda amb afecte la història i tracta d'expressar-la amb una dansa de ballet. Mentre assaja el ball, el seu assistent li dona un sobre. Quan l'obre, es troba amb una ampliació de l'única foto d'ell amb la seva família d'acollida i amb una ampliació recent de la placa d'identificació del soldat. S'adona llavors que ha arribat el moment, després de tants anys, de retrobar-se amb el seu soldat perdut.